# Sant Julià de Vilatorta
Sant Julià de Vilatorta est une commune de la province de Barcelone, en Catalogne, en Espagne, de la comarque d'Osona

## Géographie
La commune de Sant Julià de Vilatorta est située dans la viguerie des Comarques centrales de Catalogne.

## Lieux et monuments
- L'église Sant Julià de Vilatorta.

## Sites archéologiques et paléontologiques
Canoves Site paléontologique d'âge Éocène dans lequel la nouvelle espèce d'échinoderme Calzadaster Friasi a été décrite en 2004, dont on connaît actuellement seulement l'holotype conservé au Musée de Géologie du Séminaire de Barcelone et deux paratypes d'une collection privée d'Amer.